# باشگاه کتاب: فصل بعدی
باشگاه کتاب: فصل بعدی (به انگلیسی: Book Club: The Next Chapter) فیلمی محصول سال ۲۰۲۳ و به کارگردانی بیل هولدمن است. در این فیلم بازیگرانی همچون دایان کیتن، جین فوندا، کندیس برگن، مری استینبرجن، کریگ تی. نلسن، جانکارلو جانینی، اندی گارسیا، دان جانسون، وینسنت ریوتا و هیو کوارشی ایفای نقش کرده‌اند.
این فیلم دنباله فیلم باشگاه کتاب است.